# Rosa Aguilar
Rosa Aguilar Rivero (ur. 7 lipca 1957 w Kordobie) – hiszpańska polityk, prawniczka i samorządowiec, parlamentarzystka, od 1999 do 2009 alkad Kordoby, w latach 2010–2011 minister środowiska, obszarów wiejskich i gospodarki morskiej.

## Życiorys
Absolwentka prawa na Universidad de Sevilla. W czasach studenckich wstąpiła do Komunistycznej Partii Hiszpanii, wraz z nią współtworzyła Zjednoczoną Lewicę. Pracowała jako doradca prawny w centrali związkowej Komisje Robotnicze. Następnie podjęła praktykę adwokacką w prywatnej firmie prawniczej.
W latach 1987–1991 wchodziła w skład zgromadzenia miejskiego Kordoby, będąc zastępczynią alkada. Na początku lat 90. zasiadała w parlamencie Andaluzji. W 1993 i 1996 z listy Zjednoczonej Lewicy była wybierana do Kongresu Deputowanych. Od 1999 do 2009 była alkadem Kordoby. W międzyczasie pełniła funkcję wiceprzewodniczącej Hiszpańskiej Federacji Gmin i Prowincji (FEMP). W 2009 została powołana w skład rządu wspólnoty autonomicznej Andaluzji, gdzie odpowiadała za roboty publiczne i mieszkalnictwo.
W październiku 2010 opuściła Zjednoczoną Lewicę i weszła w skład gabinetu José Luisa Zapatero. Objęła w nim stanowisko ministra środowiska, obszarów wiejskich i gospodarki morskiej, które zajmowała do grudnia 2011. W tym samym roku z ramienia Hiszpańskiej Socjalistycznej Partii Robotniczej ponownie uzyskała mandat posłanki do Kongresu Deputowanych. Złożyła go w 2015, powracając do rządu regionalnego, w którym Susana Díaz powierzyła jej odpowiedzialność za kulturę.
Odznaczona Krzyżem Wielkim Orderu Karola III (2011).